# Kwadratokrąg

Kwadratokrąg wyśrodkowany względem środka oraz promieniem

Porównanie kwadratokręgu (niebieski) z zaokrąglonym kwadratem (czerwony)

Kwadratokrąg (z ang. Squircle) – kształt pomiędzy kwadratem a okręgiem. Istnieją co najmniej dwie definicje kwadratokręgu, z czego najbardziej powszechna jest ta oparta na superelipsie. Oryginalna nazwa pochodzi z połączenia dwóch angielskich słów: square (kwadrat) oraz circle (okrąg). Kształt ten jest mocno zbliżony do kwadratu z zaokrąglonymi rogami, ale nie jest on identyczny.

## Definicja oparta na superelipsie
W kartezjańskim układzie współrzędnych superelipsa jest definiowana przez równanie:
{\displaystyle \left|{\frac {x-a}{r_{a}}}\right|^{n}\!+\left|{\frac {y-b}{r_{b}}}\right|^{n}\!=1,}
gdzie:
{\displaystyle r_{a}} – wielka półoś,
{\displaystyle r_{b}} – mała półoś,
{\displaystyle a,b} – współrzędne środka elipsy w układzie współrzędnych,
{\displaystyle n} – dowolna dodatnia liczba.
Kwadratokrąg jest definiowany przez równanie superelipsy z {\displaystyle r_{a}=r_{b}} oraz {\displaystyle n=4,} wtedy równanie przyjmuje postać:
{\displaystyle \left(x-a\right)^{4}+\left(y-b\right)^{4}=r^{4},}
gdzie:
{\displaystyle r} – promień.
Powyższe równanie jest podobne do równania okręgu.
Kiedy kwadratokrąg znajduje się w centrum {\displaystyle (a=b=0),} wtedy nazywany jest Lamé’s special quartic.